# St.-Marien-und-Anna-Kirche (Dittichenrode)

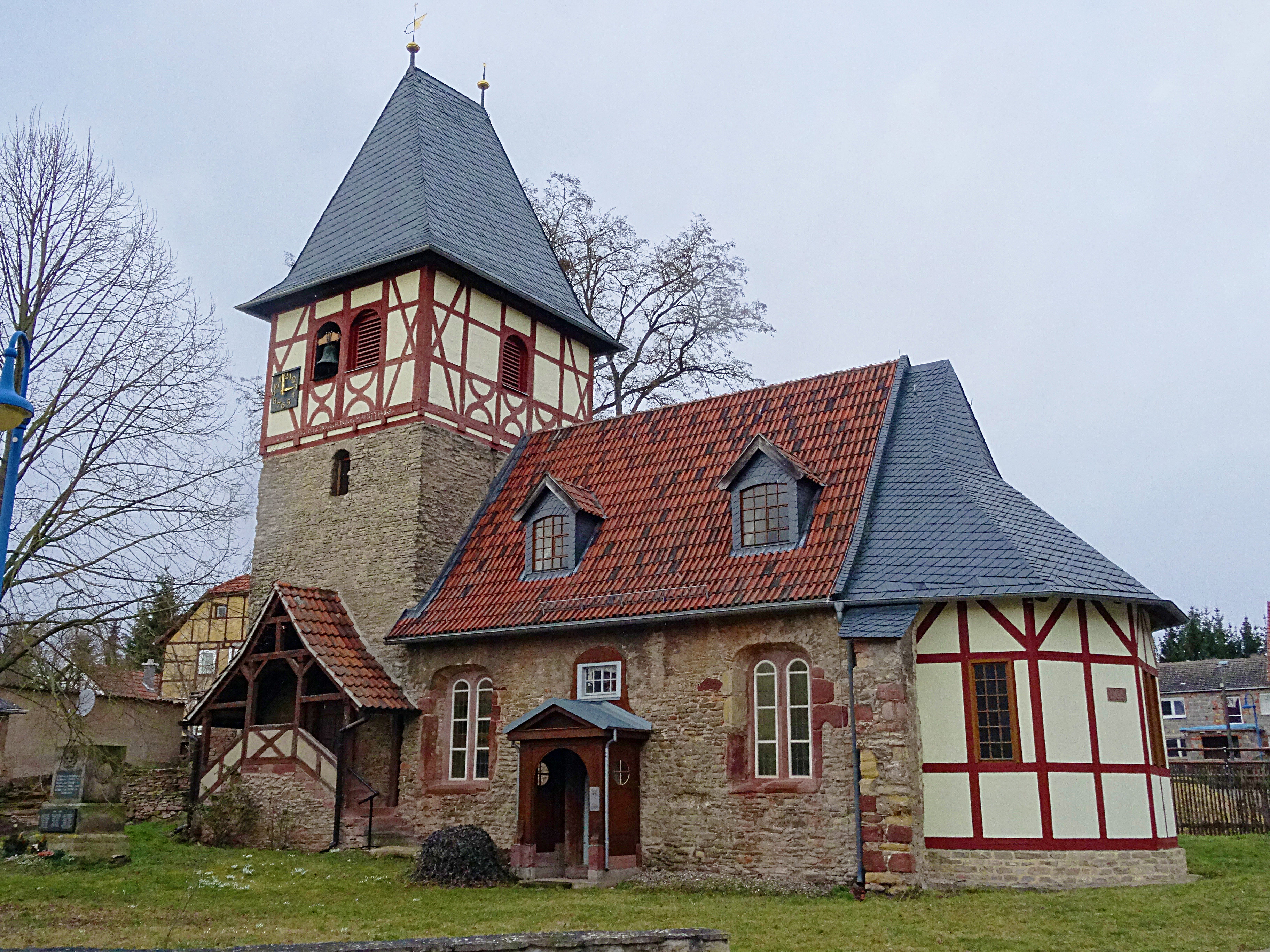
St. Annen und Marien

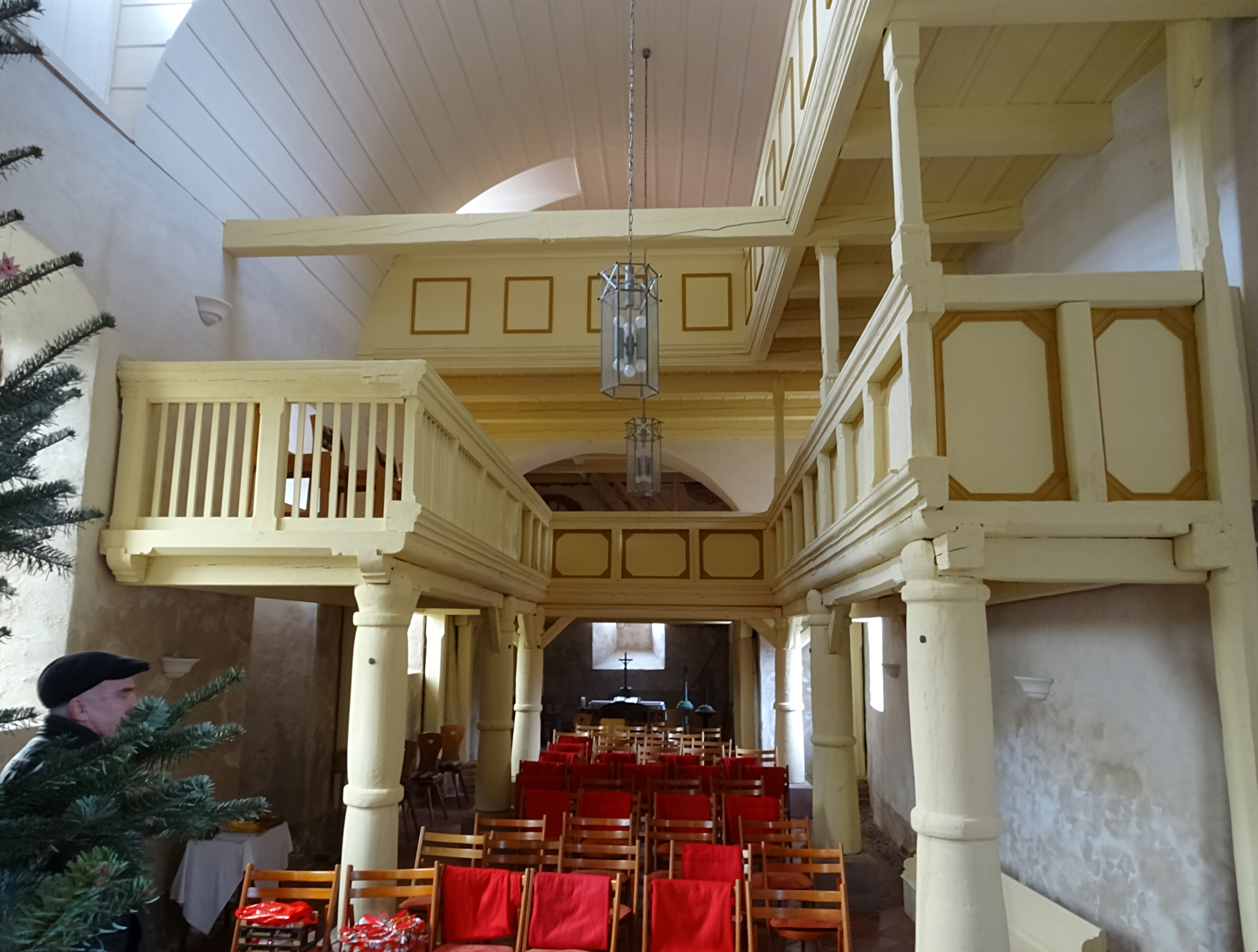
Innenansicht

Die evangelische St.-Marien-und-Anna-Kirche steht im Ortsteil Dittichenrode der Gemeinde Südharz im Landkreis Mansfeld-Südharz in Sachsen-Anhalt. Sie gehört zum Pfarrbereich Roßla im Kirchenkreis Eisleben-Sömmerda der Evangelischen Kirche in Mitteldeutschland.

## Geschichte
Die Kirche stammt aus der Zeit der Spätgotik. Doppelte Rundbogenfenster finden sich an der Südwand. 1968 wurde die Ostapsis wegen Baufälligkeit abgerissen und 1999 nach altem Vorbild wieder angebaut. Zurzeit (Stand 2014) laufen weitere Erhaltungsmaßnahmen.